# Сент-Элали (Канталь)
Сент-Элали́ (фр. Sainte-Eulalie, окс. Santa Eulàlia) — коммуна во Франции, находится в регионе Овернь. Департамент — Канталь. Входит в состав кантона Пло. Округ коммуны — Морьяк.
Код INSEE коммуны — 15186.
Коммуна расположена приблизительно в 420 км к югу от Парижа, в 95 км юго-западнее Клермон-Феррана, в 22 км к северу от Орийака.

## Население
Население коммуны на 2008 год составляло 204 человека.
| 1962 | 1968 | 1975 | 1982 | 1990 | 1999 | 2008 |
| ---- | ---- | ---- | ---- | ---- | ---- | ---- |
| 433  | 400  | 315  | 273  | 225  | 219  | 204  |

## Экономика
В 2007 году среди 120 человек в трудоспособном возрасте (15—64 лет) 91 были экономически активными, 29 — неактивными (показатель активности — 75,8 %, в 1999 году было 61,2 %). Из 91 активных работали 89 человек (49 мужчин и 40 женщин), безработных было 2 (1 мужчина и 1 женщина). Среди 29 неактивных 6 человек были учениками или студентами, 16 — пенсионерами, 7 были неактивными по другим причинам.